# Plauditus punctiventris
Plauditus punctiventris är en dagsländeart som först beskrevs av Mcdunnough 1923.  Plauditus punctiventris ingår i släktet Plauditus och familjen ådagsländor. Inga underarter finns listade i Catalogue of Life.